# Hugo af Saint-Victor
Hugo af Saint-Victor (født ca. 1096, død 11. februar 1141) var en tysk filosof, mystiker og neoplatoniker, formodentlig født i Hartigam, Sachsen. Han blev i 1125 magister på Saint-Victor, der var en af Paris’ vigtigste skoler, hvor han boede til sin død.
I sit mest berømte værk, Didascalicon fra ca. 1127, søger han at systematisere den kendte viden. Derfor blev værket en del af grundlaget for undervisningen på de spæde universiteter. 
Formålet med systematiseringen er at udvælge og definere den viden, der er vigtig for mennesket, og som, gennem en åndelig perfektion, skal danne grundlag for studentens frelse. Værket er derfor opbygget som en kosmologisk encyklopædi, der kan bruges til undervisning i filosofi.
Lærdom er i Hugos fremstilling lig tilegnelse af viden, og den fører til en erkendelse af verdens fremmedhed og åndens ønske om at finde hjem til sit fædreland (patria/himlen). Det er udelukkende filosofiens rolle at placere verden og give den mening, men den har ikke nogen transcendent betydning i sig selv, da den synlige verden helt er adskilt fra den transcendente. Visdom gør det muligt at se igennem det jordiske, og giver således, gennem lectio, meditation, bøn og kontemplation, adgang til det evige og usynlige og derved mulighed for at nærme sig det guddommelige.
Kombinationen af før-kristne idéer med de kristne var problematisk for middelalderens filosoffer. Hugo fik eksempelvis aldrig de ikke-tidslige og ikke-stedlige elementer i det neoplatoniske verdensbillede til helt at passe sammen med de bibelske myters historicitet. Derfor adskilte han den synlige verden fundamentalt fra den transcendente. Viden om naturen var kun vigtig så længe den muliggjorde en forståelse af bibelens sande betydning. Med filosofien som vejviser kan man placere verden korrekt og forstå meningen med den, men ikke slippe bort fra sit eksil. Hugo mente således, at filosofien kun var et trin på vejen til den sande viden, og at man ikke kunne overskride grænsen mellem den materielle og det åndelige ved hjælp af filosofien alene.